# Stevensbeek
Stevensbeek is een ontginnings- en kerkdorp in de gemeente Land van Cuijk, in de Nederlandse provincie Noord-Brabant. Op 1 januari 2023 telde het dorp 770 inwoners, verdeeld over 325 woningen, met een gemiddelde WOZ-waarde van € 378.000, op een oppervlakte van 7,16 km².

## Historie
In 1910 verkocht de gemeente Sambeek 455 ha woeste grond aan de Maastrichtse ondernemer J.H.B. Klijnen. Deze liet de heidevelden ontginnen door de Heidemaatschappij en bouwde er een modelboerderij, die hij Lactaria noemde, met drie dubbele arbeiderswoningen. Na enkele jaren werd de boerderij verkocht aan de protestantse jonkheer Willem de Blocq van Scheltinga. Dat was niet naar de zin van de burgemeester van Sambeek, Piet Stevens. Toen de jonkheer in 1933 stierf, wilde de gemeente het bezit dan ook terugkopen om er een kerkdorp te stichten en er een aantal boeren te vestigen. Omdat de erfgenamen dat mogelijk niet wilden, maakte de gemeente gebruik van een stroman en kreeg inderdaad de landerijen in bezit, waarop de werkelijke motivatie van de aankoop uit de doeken werd gedaan: Wij van onze kant vreesden, en niet ten onrechte, dat hier onze Katholieke Eenheid zou worden verbroken en dit moest ten koste van alles worden voorkomen. Het Katholieke Zuiden moet Katholiek blijven.
Aldus werd in 1934 een nieuw ontginningsdorp gesticht, dat tot een modeldorp uit moest groeien. Aldus ontstond het ruime dorpsplein. Het dorp werd vernoemd naar de Sambeekse burgemeester Piet Stevens. De pioniers waren dorpelingen uit de directe of iets ruimere omgeving.
De boerderij Lactaria werd opgeheven en de gebouwen kwamen in handen van de zusters Dominicanessen van Bethanië. Dit werd het Maria Regina Klooster. Deze hielden zich onder meer bezig met de opvang van vrouwen en meisjes die onder gerechtelijk toezicht stonden. Toen de zusters vertrokken werd het een penitentiaire inrichting, De Maasheggen geheten. Een ander deel van het landgoed werd in 1936 verkocht aan de paters van de Congregatie van het Allerheiligst Sacrament uit Brakkenstein. De paters hadden in Stevensbeek onder meer een kleinseminarie. Het jongensinternaat van dit klooster heette Eymard-Ville. Tijdens de Tweede Wereldoorlog bood het internaat onderdak aan onderduikers en later aan Britse en Amerikaanse militairen die vochten bij de Slag om Overloon. Na de oorlog gingen de paters zich meer en meer op het gewone onderwijs richten. Zo kwamen er een gymnasium, dat in 1966 werd opgeheven, en een ULO. In 1968 kwamen er een havo en een mavo. In 1972 werd het internaat gesloten. Daarna is Eymard Ville een tijd lang in gebruik geweest als ontmoetingscentrum. In 1975, bij de onafhankelijkheid van Suriname, bood het onderdak aan hierheen geëmigreerde Surinamers. In 1980 woonden er zusters uit Overloon en bejaarden, en in 1987 werd het een asielzoekerscentrum. In 2009 werd het gebouw gesloopt, met uitzondering van de kapel, die deel ging uitmaken van het in 2010 geopende filiaal van de scholengemeenschap Metameer (voorheen Scholengemeenschap Stevensbeek). In 2007 kwam Eymard Ville in opspraak door het seksueel misbruik dat in het internaat heeft plaatsgevonden.
In 1919 kwam er een radiostation naar Stevensbeek, waaraan het nabijgelegen Radiobos nog herinnert.
Pas in 1954 kreeg Stevensbeek een eigen rectoraat met de Sint-Jozefskerk, een eenvoudig schuurachtig gebouw met een dakruiter, als kerkgebouw. Het rectoraat is echter nooit tot parochie verheven.

## Bezienswaardigheden
- Monument ter gelegenheid van 25 jaar dorpsvereniging, uit 2004, gemaakt door Marianne van Schaijk.
- De Sint-Jozefkerk

## SVS Stevensbeek
De sportvereniging van Stevensbeek is SVS Stevensbeek. De sportvereniging is een omni-sportvereniging. De vereniging is actief in de sporten voetbal, volleybal, skeeleren & schaatsen, rugby (Black Bulls) en inline hockey.

## Scholengemeenschap
Van maandag tot en met vrijdag zijn grote stromen fietsers te zien die uit de wijde omgeving naar de school Metameer (voorheen Scholengemeenschap Stevensbeek) en de Korenaer toe komen.

## Fotogalerij

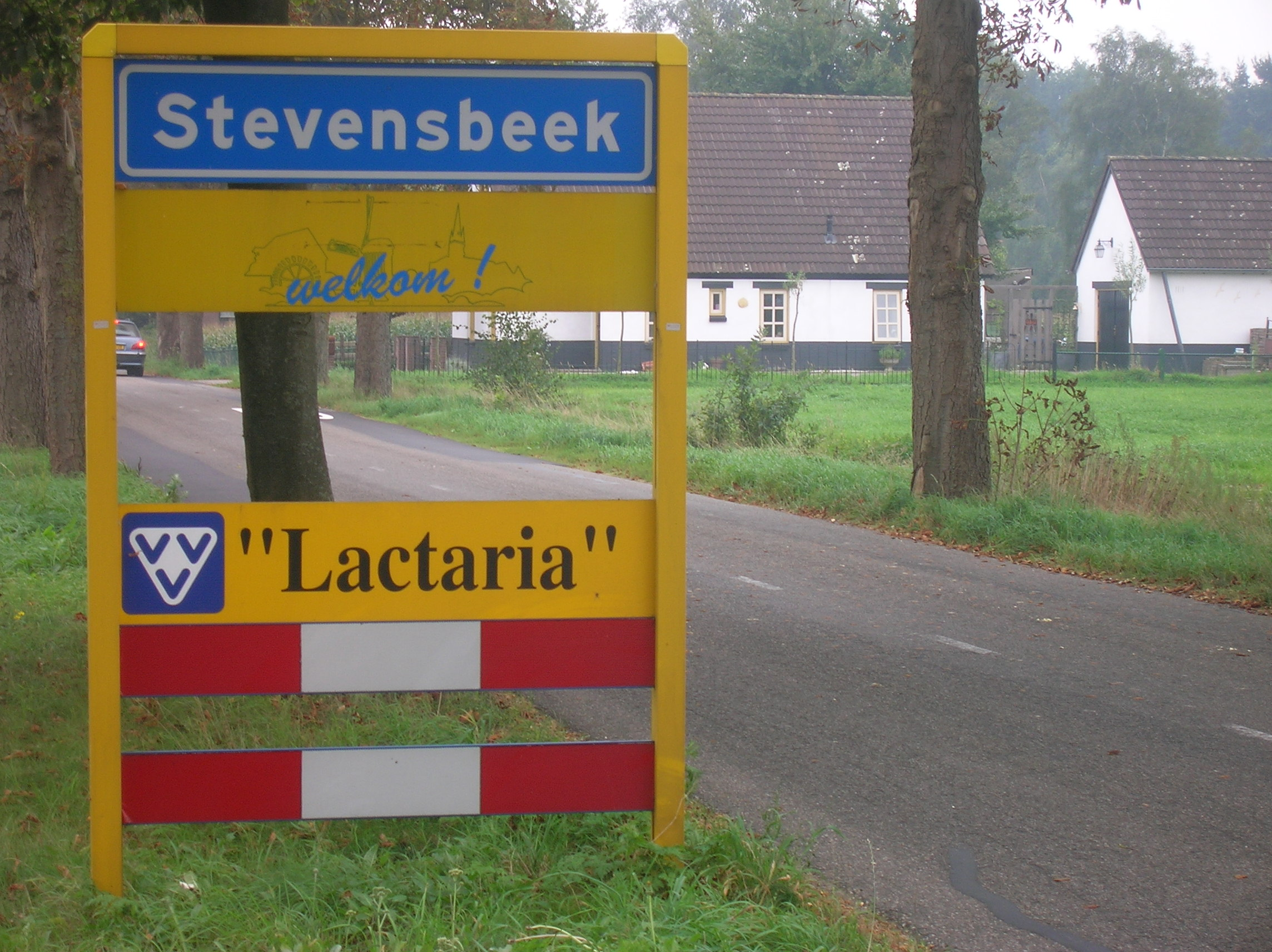
De oude en de nieuwe naam
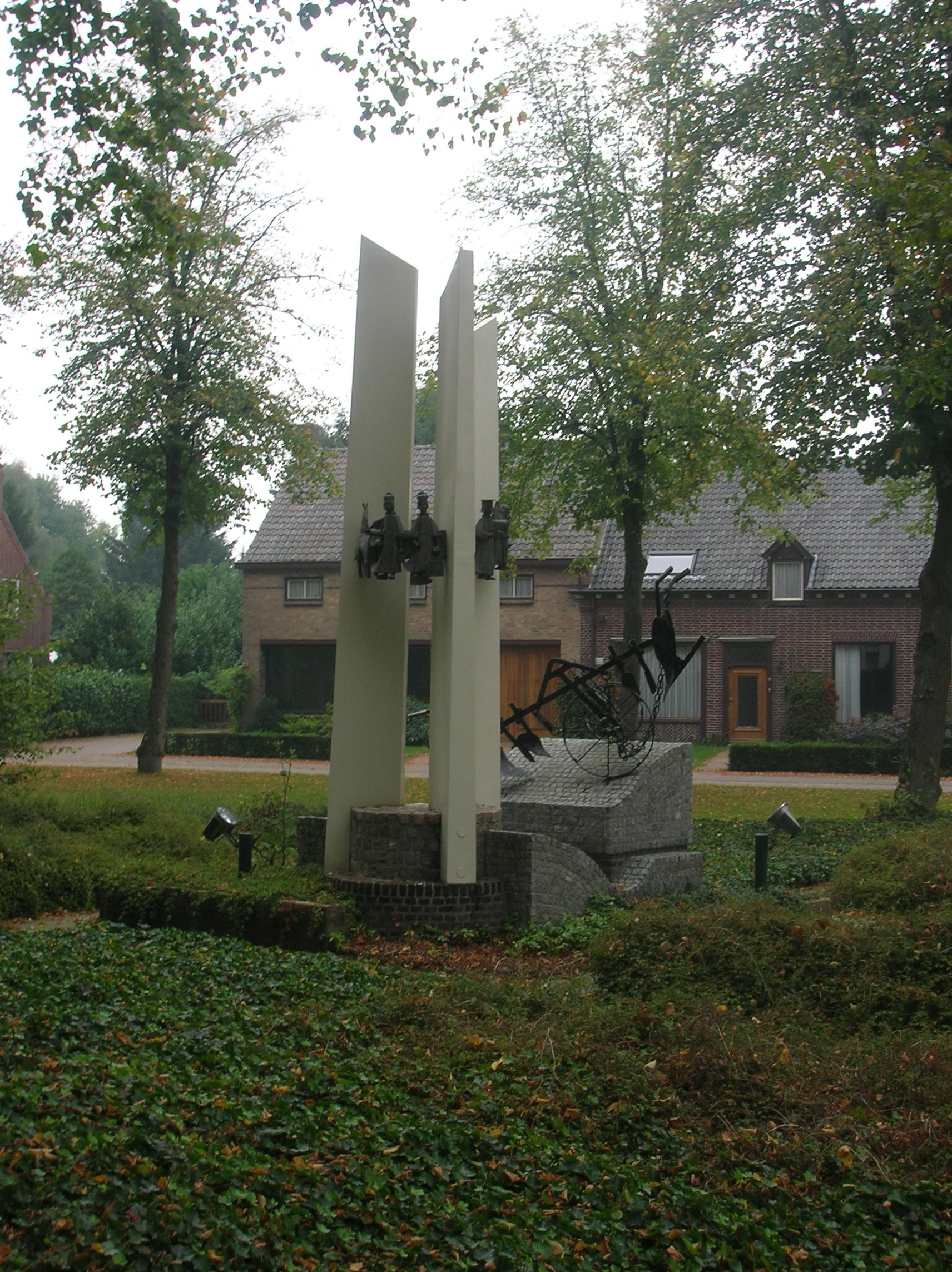
Monument Stevensbeek 50 jaar
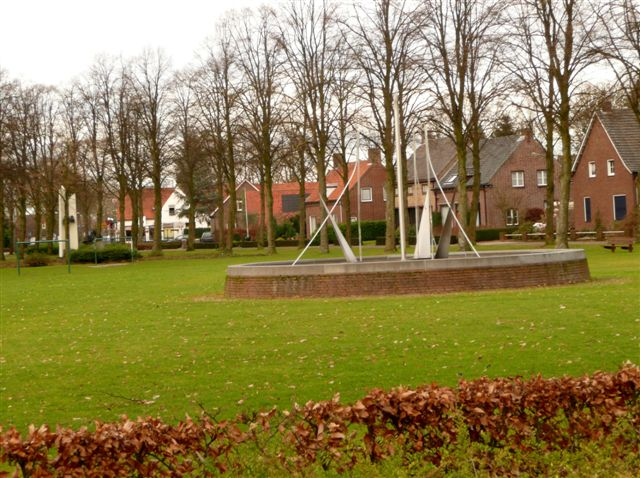
Monument (zonder titel)
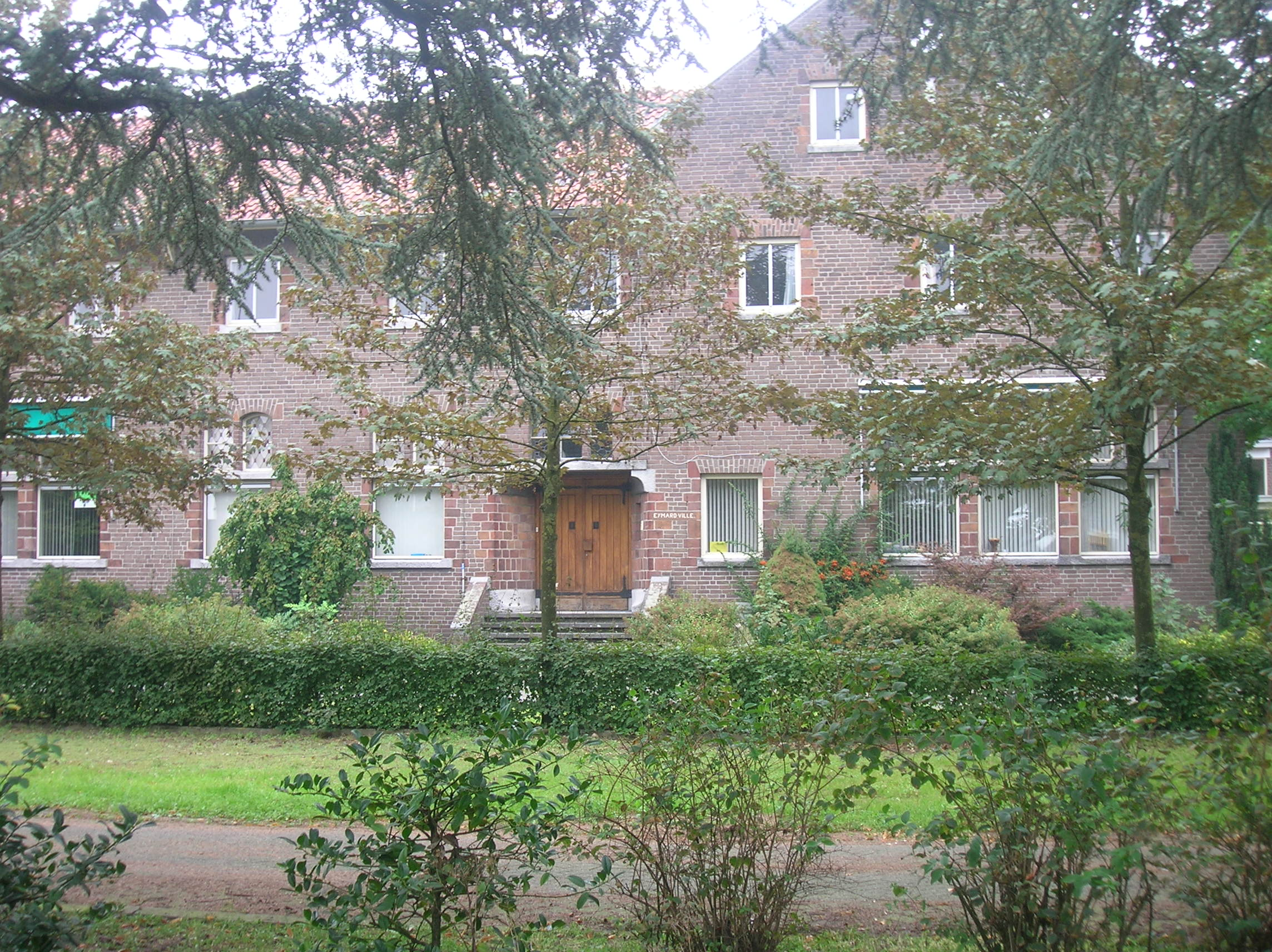
Het voormalig asielzoekerscentrum
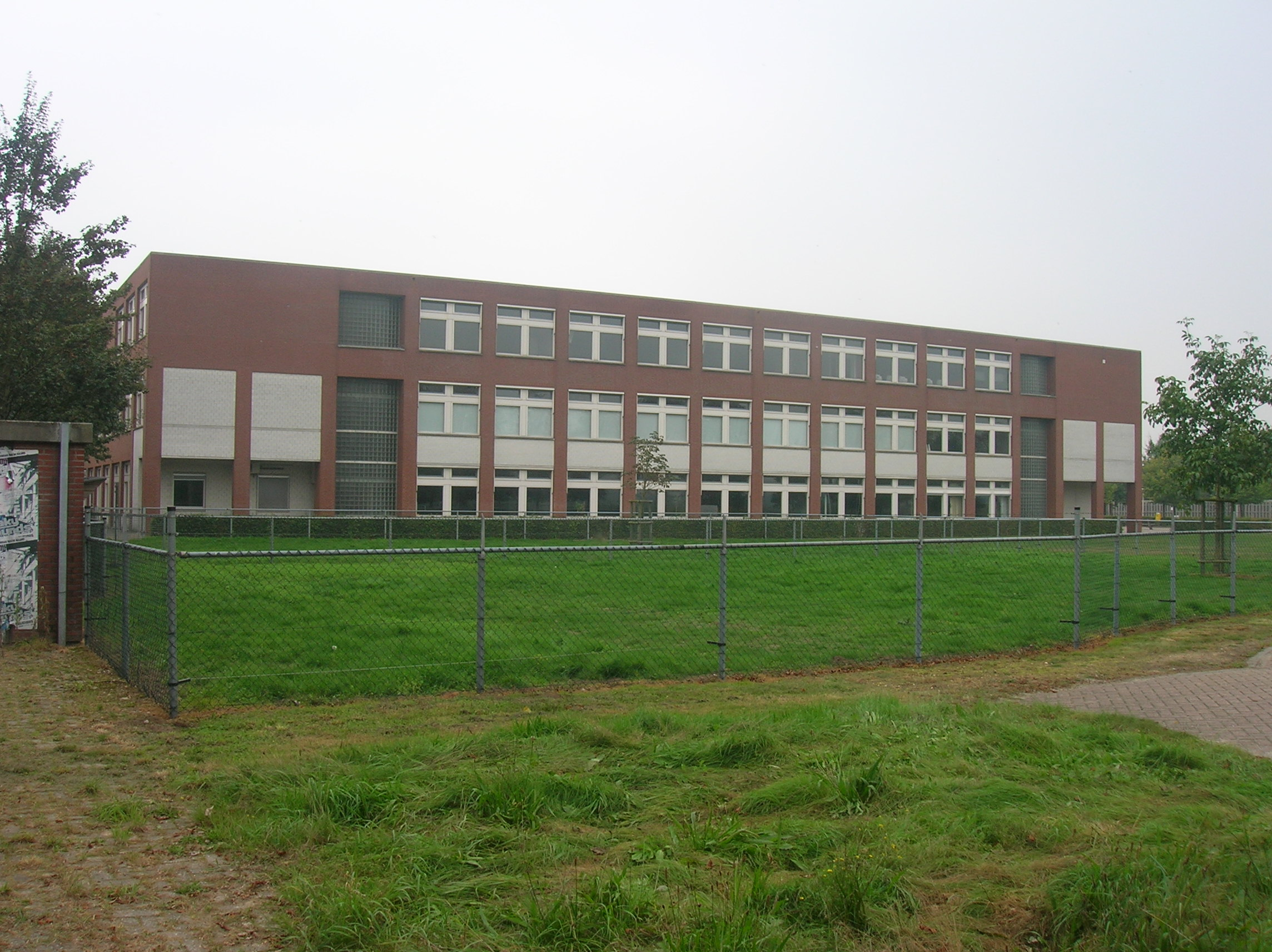
Scholengemeenschap Metameer

## Verenigingen
- Voetbal-, volleybal-, skeeler- en schaatsclub SVS Stevensbeek (opgericht in 1974)
- Vrouwenvereniging Eigentijdse Vrouwen Activiteiten Stevensbeek (EVA'S)

## Geboren in Stevensbeek
- Monic Hendrickx (1966), actrice

## Nabijgelegen kernen
Sint Anthonis (3,5 km), Oploo (4 km), Overloon (4,5 km), Westerbeek (4,5 km), Sambeek (5,5 km), Vortum-Mullem (5,5 km)